# TOO ADULT
「TOO ADULT」（トゥー・アダルト）は、1987年1月15日にリリースされた、渡辺美奈代の3rdシングル。CBSソニーより発売された。

## 解説
- 当時、『夕やけニャンニャン』内で歌を披露している最中に泣き出したことが話題となった。「誰かとケンカしたのか？」「苛められているのか？」と様々な憶測を呼んだが、後におニャン子クラブの公式単行本内で、その日に出演する『夜のヒットスタジオ』のリハーサルをうまくこなせなかったことを思い出して泣いてしまった、と説明された。
- 歌詞で出てくる「Bダッシュ」は恋愛のABCをもじって、秋元康がひねり出した造語である。NHK FMラジオの番組の中でこの言葉の意味を問われた秋元は、「疲れていたんだ」と言葉を濁した[1]。本人は子供から大人への成長過程のB段階に自分がいると解釈して歌っていたという。[2]
- この前年に日本でもヒットしたエイス・ワンダーの「ステイ・ウィズ・ミー」を彷彿させるイントロと石野真子の「失恋記念日」の導入部の「♪ノンノンノノン」をつなぎあわせてパロったようなオマージュ要素満載の歌い出しを特徴とし、絶妙なタイミングで鳴り出すファミコン音源のようなピコピコ音の効果もあって、コミカルタッチな曲に仕上がっており、それにより歌詞自体のいやらしさがうまく中和されている。

## 収録曲
1. TOO ADULT（3:54）
  - 作詞: 秋元康、作曲・編曲: 後藤次利
2. カメオのコンパクト（4:15）
  - 作詞: 秋元康、作曲・編曲: 後藤次利

## 収録作品
CD
- ホッピング
- KISS! KISS! KISS! -MINAYO WATANABE BEST-
- 渡辺美奈代ベスト・コレクション
- GOLDEN☆BEST 渡辺美奈代 SINGLES
- 渡辺美奈代 30th Anniversary Complete Singles Collection Disc 1 M-5/M-6
- おニャン子クラブA面コレクション Vol.3 M-14
- おニャン子クラブB面コレクション Vol.3 M-14
- おニャン子クラブ大全集 for HiQualityCD 上・下巻 限定CD-BOX Disc 8 「おニャン子Sailing夢工場'87LIVE」 M-09
- 結成30周年記念CD-BOX シングルレコード復刻ニャンニャン Disc 43 ※オリジナカラオケ含む
- おニャン子クラブ(結成30周年記念) シングルレコード復刻ニャンニャン［通常盤］3 Disc 2 M-9/M-10